# Pierre Wemmers
Pour les articles homonymes, voir Wemmers.
Pierre Wemmers (ca 1600-1678), frère cadet de Jacques Wemmers, est un carme flamand, de la Réforme de Touraine, traducteur d'ouvrages de spiritualité.

## Biographie
Pierre est né aux environs de 1600, à Anvers (Belgique), de Gisbert Wemmers et Marie Hanotel. À la suite de son frère Jacques, il entre chez les carmes de sa ville natale, où il ne tarde pas à acquérir une certaine réputation en tant que prédicateur et théologien. En 1645, il se rend à Rome, où réside son frère, pour accompagner celui-ci dans un voyage missionnaire en Égypte. La mort de Jacques à Naples, le 21 août de la même année, annule le projet, de sorte que Pierre retourne à Rome. Il y séjournera un an ou deux, avant de revenir à Anvers, où il décédera, le 6 mai 1678.

## Postérité
Pierre Wemmers s'est illustré essentiellement comme traducteur d'ouvrages spirituels. D'abord, il offre une version néerlandaise de la biographie de sainte Marie-Madeleine de Pazzi, écrite par le confesseur de celle-ci, Vincenzo Puccini. Cette traduction se compose de trois livres, portant sur 1) la vie, les vertus et la mort de la sainte; 2) les révélations qui lui ont été confiées; 3) les miracles accomplis par elle, avec un précis de ses maximes et dévotions journalières. L'auteur s'inscrit ainsi dans un mouvement initié par les carmes français de la Réforme de Touraine, comme Léon de Saint-Jean ou Lézin de Sainte-Scholastique, pour diffuser la doctrine mystique de cette carmélite florentine. Ensuite, il réalise des guides pratiques en latin, à l'usage des prédicateurs, en se basant sur les œuvres d'un contemporain, Paul d'Arezzo († 1644), religieux théatin et évêque de Tortone. Le premier de ces guides peut faire office d'anthologie patristique, tandis que l'autre traite de la tribulation, en deux volumes (dont le second est dédié à Jean-Chrysostome van der Sterre, abbé de Saint-Michel d'Anvers), et fait le tour de ce concept en référence aux lectures de l'année liturgique. La forme de tels livres manifeste, chez Pierre, un souci pastoral, qu'il partage avec bon nombre d'écrivains carmes des Pays-Bas méridionaux. Comme ses confrères, il affectionne également les présentations apologétiques de l'histoire du Carmel. En témoigne l'abrégé qu'il réalise en néerlandais, des Annales Sacri, Prophetici et Eliani Ordinis Beatissimae Virginis Mariae de Monte Carmelo (Rome, 1645) du carme espagnol Jean-Baptiste de Lezana.

### Œuvres
- La vie admirable de la B. Vierge Marie-Madeleine de Pazzi, religieuse de l'ordre de Notre Dame du Mont Carmel, écrite en italien par M. Vincent Puccini, son confesseur, et traduit en flamand..., Anvers, Veuve et Héritiers de Jean Cnobbaert, 1643.
- Doctissimi discursus; in quibus SS. Patrum Sententiis, conceptibus moralibus, et variis rerum similitudinibus, res gestae vitaeque Sanctorum, docte non minus quam dilucide, exhibentur, ex Operibus Illustrissimi et reverendissimi D. D. Pauli Arezii, Derthonensium Episcopi, collecti, translati, summariis ac indicibus locupletati,..., Anvers, Veuve de Jean Cnobbaert, 1647.
- Mundi Tribulatio, ejusque remedia, Patrum testimoniis, exemplisque illustrata. Tomus primus, in quo docte, utiliter, ac problematice inquiritur an, quid et unde tribulatio ? Cui index, Euangelicus, singulis anni Dominiciis, Sanctorum festis, ac Quadragesimae feriis, luculentissimam praebet dicendi materiam. Auctore perillustri ac Reverendissimo D. Domino Paulo Aressio, Dertonensium Episcopo. Nunc primum... ex fonte translatus, sumariis, quadruplicique indice locupletatis, Anvers, Veuve et Héritiers Jean Cnobbaert, 1651.
- De Tribulatione, ejusque natura, causis et effectibus, Tomus secundus, ad quem finem Tribulatio nostra dirigenda ? Curiosis discursibus utilissimisque documentis, ad Concionatorum vota, illustratus, et Indice Euangelico in omnes anni Dominicas, Sanctorum festa, ac Quadragesimae ferias copiosissime ditatus, Anvers, Veuve et Héritiers Jean Cnobbaert, 1651.
- Chronique et démonstration évidente de l'origine, des progrès, et des divers événemens, arrivés dans l'Ordre de Notre Dame du Mont-Carmel. En Flamand, Anvers, Corneille Woons, 1666.
- Les voyes heureuses du Salut. En Flamand, s. l., s. n., s. d.

### Études
- J.-N. Paquot, « Pierre Wemmers », Mémoires pour servir l'histoire littéraire des dix-sept provinces des Pays-Bas, de la principauté de Liège, et de quelques contrées voisines, Louvain, Imprimerie Académique, t. XII,‎ 1768, p. 231-235.